# 新臺灣文化協會
新臺灣文化協會通常指的是1927年之後的臺灣文化協會。

## 簡介
1927年1月3日，臺灣文化協會因為左右派系的意識型態問題，發生了激進派與穩健派之爭。最後因為連溫卿引介加入的左派青年控制整個會場；蔡培火等人一見大勢已去，自知寡不敵眾，只好退出另謀出路。終於導致文協分裂，轉由左派的連溫卿、王敏川掌權，該協會亦稱新臺灣文化協會，簡稱「新文協」。而右派則離開文協，另創臺灣民眾黨。
由左派掌權的新文化協會除了延續演講會及劇團演出外，更聯合左翼的農民建立共同戰線，積極介入工農運動，爭取領導工會的機會。並創辦《臺灣大眾時報》加上原有的新劇劇團，繼續宣揚自己的理想。可惜新文協不久又因王敏川主導的「上大派」（多為留學上海大學的台灣學生為主）與以連溫卿為代表的派別不合，雙方互扯後腿。接著在上海成立的台灣共產黨在日本共產黨指示下，由謝雪紅在台灣成立「島內黨中央」，進一步影響文化協會及臺灣農民組合。不久連溫卿一派則因失去主導權於1929年慘遭除名，台北支部廢止，最後文化協會變成台灣共產黨的附屬組織，失去自己的聲音。